# Задлаз-Жабче
Задлаз-Жабче (словен. Zadlaz-Žabče, итал. Villa Grotta di Dante) је насељено место у општини Толмин, Горишка регија, Словенија.

## Историја
До територијалне реорганизације у Словенији било је у саставу старе општине Толмин.

## Становништво
У попису становништва из 2011. године, Задлаз-Жабче је имало 36 становника.
| Број становника према пописима | Број становника према пописима | Број становника према пописима |
| ------------------------------ | ------------------------------ | ------------------------------ |
| 1991                           | 2002                           | 2011                           |
| 29                             | 27                             | 36                             |